# Ignacio Maldonado
Pour les articles homonymes, voir Maldonado.
Maldonado  Sánchez est un nom espagnol. Le premier nom de famille, en général paternel, est Maldonado ; le second, en général maternel, souvent omis, est Sánchez.
Ignacio Raúl Maldonado Sánchez (né le 3 avril 1990) est un coureur cycliste uruguayen. Son petit frère Anderson est également coureur cycliste.

## Biographie
En janvier 2018, il est contrôlé positif à l'EPO CERA lors de la première étape du Tour de San Juan. Il est suspendu 3 ans et 9 mois jusqu'au 27 novembre 2021,.

## Palmarès sur route

### Par année
- 2009
  - Vuelta Ciclista de la Juventud
- 2010
  - 3e étape du Tour d'Uruguay
  - 2e du championnat d'Uruguay sur route espoirs
  - 3e du championnat d'Uruguay du contre-la-montre espoirs
- 2013
  - 2e de la Vuelta Ciclista Chaná
  - 2e de la Doble Treinta y Tres
  - 3e du championnat d'Uruguay du contre-la-montre
- 2016
  - 3e étape de la Doble Treinta y Tres
  - 2e de la Doble Treinta y Tres
- 2017
  - 2ea étape de la Vuelta Ciclista Chaná
  - 2e de la Vuelta Ciclista Chaná
  - 3e du championnat d'Uruguay sur route
  - 3e de la Rutas de América
- 2018
  - 2e de la Rutas de América
- 2022
  - 2e étape du Tour d'Uruguay
  - 2e de la Vuelta Ciclista Chaná
- 2023
  - 10e étape du Tour de l'Uruguay
  - 2e de la Doble Melo-Treinta y Tres
  - 3e de la Vuelta Ciclista Chaná
- 2024
  - 2e étape de la Vuelta Ciclista Chaná
  - 2e du championnat d'Uruguay sur route
  - 2e de la Vuelta Ciclista Chaná
- 2025
  - Rutas de América : 
    - Classement général
    - 7e étape (b) (contre-la-montre)

  - 2e de la Doble Melo-Treinta y Tres

### Classements mondiaux
| Année                                 | 2009 | 2010 | 2011 | 2012 | 2013 | 2014 | 2015 | 2016 | 2017 | 2018 | 2019 | 2020 | 2021 | 2022 | 2023 | 2024 |
| ------------------------------------- | ---- | ---- | ---- | ---- | ---- | ---- | ---- | ---- | ---- | ---- | ---- | ---- | ---- | ---- | ---- | ---- |
| Classement mondial                    |      |      |      |      |      |      |      | nc   | 681e | nc   | nc   | nc   | nc   | nc   | nc   | 822e |
| UCI America Tour                      | 292e | 151e | nc   | nc   | 328e | nc   | 377e | nc   | 23e  | nc   | nc   | nc   | nc   | nc   | nc   | nc   |
|                                       |      |      |      |      |      |      |      |      |      |      |      |      |      |      |      |      |
| Légende : nc = non classéSource : UCI |      |      |      |      |      |      |      |      |      |      |      |      |      |      |      |      |

## Palmarès sur piste

### Championnats d'Uruguay
- 2017
  -  Champion d'Uruguay de la course aux points[4]